# Barquinha (religião)
A Barquinha é um sistema religioso sincrético do Brasil. É composta por centros espíritas que comungam da ayahuasca, fundada por Daniel Pereira de Matos, o Frei Daniel, que também foi companheiro do Mestre Irineu. É uma linha tradicional de uso de bebidas à base de plantas de poder no Brasil, junto ao Santo Daime, Jurema Sagrada e a União do Vegetal. Ela é o único grupo destes três no qual não há doutrinas que confiram aspectos sobrenaturais ao seu mestre fundador. É também o único no qual a ayahuasca não é bebida em todos os rituais, e que conta com frequentadores assíduos que não comungam o chá e nem são membros do grupo.